# Alex King
Alex King (Ansbach, 20 de fevereiro de 1985), é um basquetebolista profissional alemão que atualmente joga pelo FC Bayern München. O atleta tem 2,01m de altura, pesa 100 kg atuando na posição ala.